# 伊靈大道站
伊靈大道站（英語：Ealing Broadway station）是一個位於倫敦西部伊靈的英國全國鐵路和倫敦地鐵車站。
英國全國鐵路網上，車站位於大西部主線，距離帕丁頓站5英里，介於阿克頓主線和西伊靈之間。目前大西部鐵路公司只於本站營運來往倫敦帕丁頓車站和迪德科特的半特快列車。伊利沙伯線則提供來往雷丁 / 希斯羅機場 - 修道院森林的列車服務。
倫敦地鐵方面，本站是區域線的三個西端總站之一，下一站是伊靈公園站；同時也是中央線的兩個西端總站之一，下一站是西阿克頓站。車站位於倫敦第3收費區。

## 歷史
大西部鐵路在1838年4月6日開放寬軌軌道通過伊靈大道來往帕丁頓和塔普羅之間的鐵路，但伊靈大道站直至次年12月1日才啟用。啟用當時作為當地的唯一車站，起初稱為「伊靈」站，但在1875年改名為伊靈大道站。
區域鐵路（現時區域線）在1879年7月1日投入服務，區域線當時開設了一條支線由里奇蒙前往特納姆綠地。區域鐵路將其三個月台的車站設置於大西部鐵路的北面，但兩站以東建設了連接部分後，區域鐵路列車自1883年3月1日起服務大西部鐵路，並營運短暫的溫莎及埃頓中央車站，該站在1885年9月30日退出營運。起初亦有意將連接線途經西德萊頓來往阿克斯橋籐曼街，但計劃未有付諸實行。
區域線伊靈公園至南哈羅段在1903年電氣化以後，伊靈大道段在1905年電氣化，並在1905年7月1日開始運行電氣化列車。原初以磚建造的區域鐵路車站在1910年以石製大樓取代。
第一次世界大戰以前，大西方鐵路有計劃興建一條全新連接伊靈和牧者叢、主要用於貨運的路線，由西至南連接西倫敦鐵路。中央倫敦鐵路（CLR，現時中央線）則計劃以伍德巷站（現已關閉）以短距離北延軌道，連接新的大西方鐵路軌道。中央倫敦鐵路將在伊靈大道站大西方鐵路和區域鐵路之間興建兩個新月台，並在1920年8月3日開工，並計劃在東阿克頓站設立中途站。該西同時營運大西方鐵路的蒸汽貨運列車直至1938年，伊靈大道的連接線與北阿克頓站以西的路段拆除，路線完全交由倫敦地鐵管轄為止。
區域鐵路與中央倫敦鐵路起初是分開的公司，直至1920年區域鐵路與中央倫敦鐵路都屬於倫敦地下電氣鐵路公司。不過，中央倫敦鐵路的列車以大西方鐵路車站大樓營運，而不是地鐵的車站大樓營運。
大西方鐵路興建的車站在1961年拆除，並以一個包括商店和票務廳的低混凝土結構取代，上方建有辦公室大樓。新車站大樓服務所有路線，區域線車站票務廳關閉但大廈保留。原本的車站前牌現時成為若干商店的入口。
9號月台（區域線）有一些1908年風格的倫敦地鐵標誌，其中有三個是1992年的複製品。

### 意外事件
- 1937年11月16日，一列蒸汽火車頭（英语：GWR steam rail motors）越過信號並撞上信號箱[14]。

- 1973年12月20日，一列機車未鎖好的門擊中道岔導管路，列車下方一系列道岔發生移位，其牽引的快速列車因此脫軌，10人死亡94人受傷[15]。

## 改善工程
為了容納橫貫鐵路列車，英國鐵路網公司已為本站進行以下改動：
- 延長1至3號月台
- 無障礙化[16]
- 擴建票務廳，增建閘機
- 車站東端興建新天橋，連接1至4號月台
- 4號月台興建新遮陽蓬[17][18][19]
- 站前通道及行人空間擴建和重組

## 現時車站
整個車站設有9個月台。
- 全國鐵路月台4個（1至4號月台）。除工程或緊急情況外，1、2號月台僅供來往帕丁頓車站及迪德科特泊車道站的大西部列車使用。伊利沙伯線列車只使用3、4號月台（大西部列車亦可使用3、4號月台）。1、3號月台是離開倫敦方向，而2、4號月台是進入倫敦方向。大部分全國鐵路的月台都是露天的，不過各月台都設有候車室。
- 中央線月台2個（5、6號月台），共用一個遮陽蓬。
- 區域線月台3個（7至9號月台）。8號和9號月台有部分由較短的遮陽蓬覆蓋，並有一系列早期地鐵標誌的遺物，包括於1919年由愛德華·約翰斯頓（英语：Edward Johnston）設計、著名的標誌[錨點失效]。

由大堂通往所有月台均需要先通過同一排驗票閘機。

## 服務
全國鐵路部分有大西部鐵路與伊利沙伯線營運四個大西部主線的月台。倫敦地鐵營運3個區域線和2個中央線月台。

### 時間表
平日典型離峰服務頻率（每小時）如下：

#### 大西部鐵路
- 2班 往帕丁頓
- 2班 往迪德科特泊車道（半特快）

週一至週六清晨，格林福德支線的頭班車（僅往格林福德方向）會由帕丁頓開出，並中途停靠本站。此外，在週一至週六晚上，格林福德支線的尾班車（僅往西伊靈方向）會續駛至帕丁頓，並於中途停靠本站。

#### 伊利沙伯線
- 8班 往修道院森林
- 2班 往希斯羅機場4號航站樓
- 2班 往希斯羅機場5號航站樓
- 4班 往梅登黑德，其中2班續駛至雷丁

其中來往雷丁及修道院森林的列車並不會停靠阿克頓主線、西伊靈和漢威爾站。

#### 倫敦地鐵
- 區域線：6班 往上敏斯特，經伯爵宮
- 中央線：9班 往紐貝利公園，當中6班續駛至海諾特

## 接駁交通
倫敦巴士65、112、207、226、297、427、483、607、E1、E2、E7、E8、E9、E10、E11路以及夜間路線N7、N11、N65、N83、N207路服務此站。

## 外部連結
- London Transport Museum Photographic Archive （页面存档备份，存于）
  - District Railway station, 1907
  - District Railway station, 1916
  - Great Western Railway & Central Line station, 1933
  - District Line ticket hall, 1955
  - British Railways & Central Line station, 1955
  - Out of use District Line station building, 1982
- www.londonstation.com - Platforms 8 and 9 with early roundel signs visible （页面存档备份，存于）